# Nosači zrakoplova klase Kuznjecov
Nosači zrakoplova klase Kuznjecov su sovjetski nosači zrakoplova. Od planirana dva nosača u klasi, dovršen je samo jedan nosač Admiral Kuznjecov, dok drugi nosač naziva Varjag zbog raspada SSSR-a nikada nije dovršen. Admiral Kuznjecov trenutno se nalazi u sastavu ruske mornarice, a nedovršeni Varjag je kupila Kina koja ga je dovršila 2012. i uvela u operativnu uporabu pod imenom Liaoning.

## Vanjske poveznice
- Hrvatski vojnik br. 52 - Varjag  Arhivirana inačica izvorne stranice od 15. siječnja 2010. (Wayback Machine)